# Lynette Fromme
Lynette "Squeaky" Fromme, född 22 oktober 1948 i Santa Monica i Kalifornien, är en amerikansk kvinna som blev dömd för att ha försökt mörda president Gerald Ford den 5 september 1975. Hon och Sara Jane Moore är de enda kvinnor som har försökt mörda en amerikansk president; deras försök var oberoende av varandra, bådas föremål var Ford och båda försöken misslyckades.
Efter high school-examen mötte Fromme Charles Manson och blev medlem av Mansonfamiljen.

## Mordförsök och dom
Fromme försökte skjuta president Ford i Sacramento den 5 september 1975. Secret Service hittade fyra kulor men alla var i magasinet och inga i pipan. Sjutton dagar efter denna incident försökte Sara Jane Moore skjuta presidenten i San Francisco.
Frommes rättegång var den första i USA:s historia där presidenten fungerade som vittne. Hon dömdes till livstids fängelse. År 1985 blev det möjligt för Fromme att ansöka om villkorlig frigivning. År 1987 rymde hon från fängelset, men greps och återfördes. Hennes villkorliga frigivning inleddes 2008 och hon släpptes i augusti året därpå, två år och åtta månader efter att Ford avled av naturliga orsaker i december 2006. Sedan dess bor Fromme i delstaten New York.